# ФК МАВАГ Будимпешта
ФК Маваг Будимпешта (мађ. Budapesti MÁVAG SK), је мађарски фудбалски клуб из Будимпеште. Клуб су основали радници чланови спортког круга Мађарске краљевске желизнице МАВАГ 

## Достигнућа
ФК Маваг СК из Будимпеште је 1914. године први пут ушао у прволигашко такмичење. Због избијања Првог светско рата регуларно првенство није одржано већ су се тимови такмичили за Пехар Августа. Ово такмичење није званично и не рачуна се у регуларно првенство мађарске у фудбалу.
Успеси
- Пехар Августа 1914. (5. место)
- Мађарско фудбалско првенство 1915. (14.)
- Прва лига Мађарске у фудбалу 1917/18. (10.)
- Прва лига Мађарске у фудбалу 1918/19. (12.)
- Прва лига Мађарске у фудбалу 1941/42. (16.)
- Прва лига Мађарске у фудбалу 1943/44. (14.)
- Прва лига Мађарске у фудбалу 1943/44. (Јесењи део 6.)[2]
- Прва лига Мађарске у фудбалу 1945. (10.)

## Историјат имена
- 1910–1932: Спортски круг фабрике машина МАВ (MÁV Gépgyári Sport Kör)
- 1932–1951: Спортски круг МАВАГ (MÁVAG Sport Kör)
- 1951–1956: Спортски клуб МАВАГ Вашаш (Vasas MÁVAG Sport Kör)
- 1956–1959: МАВАГ Будимпешта (Budapesti MÁVAG)
- 1959: Вашаш Ганзвагон спојио се са (Vasas Ganzvagon)